# Campeonato Europeu de Futebol Feminino de 2022
O Campeonato Europeu de Futebol Feminino de 2022, comumente referido como UEFA Euro Feminina 2022, foi a 13ª edição do Campeonato Europeu de Futebol Feminino, torneio quadrienal de futebol organizado pela UEFA com as seleções femininas da Europa. Foi a segunda edição desde que o torneio foi expandido para 16 equipes. A final do torneio foi na Inglaterra e originalmente o evento ocorreria entre 7 de julho e 1 de agosto de 2021. Todavia, com a Pandemia de COVID-19 na Europa e como consequência direta dela, os adiamentos dos Jogos Olímpicos de Verão de 2020 e da UEFA Euro 2020 para o verão de 2021, o torneio foi remarcado para ocorrer entre 6 e 31 de julho de 2022. A Inglaterra já sediou o torneio em 2005, que foi a última edição com oito equipes.
A seleção Neerlandesa defendeu o título enquanto a seleção Norte Irlandesa participou da competição pela primeira vez.
A seleção Inglesa foi a campeã pela 1.ª vez, ao vencer a seleção Alemã pelo placar de 2 a 1.
Em fevereiro de 2022, a seleção Russa foi excluída do torneio, como punição pela invasões do país a Ucrânia, sendo substituída pela seleção Portuguesa.
O árbitro assistente de vídeo (VAR), e a tecnologia da linha de golo, estão sendo utilizados em todas as fases.
A final foi no Estádio de Wembley, em Londres.

## Escolha do país sede
A Inglaterra foi o único país a apresentar uma proposta antes do prazo.
- Inglaterra

A Inglaterra foi confirmada como anfitriã na reunião do Comitê Executivo da UEFA em Dublin, na Irlanda, em 3 de dezembro de 2018.

## Qualificação
Um total de 48 nações da UEFA entraram na competição (incluindo a seleção do Chipre, que entrou pela primeira vez com o nível principal e Kosovo, que entrou em sua primeira Euro Feminina). Como a anfitriã Inglaterra se classifica automaticamente, as outras 47 equipes competirão nas eliminatórias competição para determinar as 15 vagas restantes no torneio final. Ao contrário das qualificações anteriores, a fase preliminar foi abolida e todos os participantes começam na fase de grupos de qualificação. A competição de qualificação consiste em duas rodadas: 
- Fase de grupos de qualificação: As 47 equipas são sorteadas em nove grupos: dois grupos de seis equipes e sete grupos de cinco equipes. Cada grupo é jogado no formato de turno e returno. Os nove primeiros colocados de cada grupo e os três melhores segundos colocados (sem contar os resultados contra o sexto classificado) classificam-se diretamente para a fase final, enquanto os seis segundos classificados restantes avançam para o "play-off".
- Play-offs: As equipes serão sorteadas para enfrentar outra equipe e jogar partidas de ida e volta para determinar as três últimas  qualificadas.

O sorteio para a fase de grupos de qualificação foi realizado em 21 de fevereiro de 2019 em Nyon. A fase de grupos de qualificação ocorreu de agosto de 2019 a dezembro de 2020, enquanto os play-offs ocorreram em abril de 2021, sendo que anteriormente estavam agendadas para outubro de 2020.

### Seleções qualificados
As seguintes equipes se classificaram para o torneio final.
| Ordem | Equipe           | Forma de qualificação                | Data da qualificação    | Aparições em finais | Última aparição | Melhor colocação                                        | Posição no Ranking da FIFA |
| ----- | ---------------- | ------------------------------------ | ----------------------- | ------------------- | --------------- | ------------------------------------------------------- | -------------------------- |
| 1     | Inglaterra       | Anfitriã                             | 3 de dezembro de 2018   | 9º                  | 2017            | Vice-campeã (1984, 2009)                                | 8º                         |
| 2     | Alemanha         | Vencedor do Grupo I                  | 23 de outubro de 2020   | 11º                 | 2017            | Campeã (1989, 1991, 1995, 1997, 2001, 2005, 2009, 2013) | 3º                         |
| 3     | Países Baixos    | Vencedor do Grupo A                  | 23 de outubro de 2020   | 4º                  | 2017            | Campeã (2017)                                           | 4º                         |
| 4     | Dinamarca        | Vencedor do Grupo B                  | 27 de outubro de 2020   | 10º                 | 2017            | Vice-campeã (2017)                                      | 15º                        |
| 5     | Noruega          | Vencedor do Grupo C                  | 27 de outubro de 2020   | 12º                 | 2017            | Campeã (1987, 1993)                                     | 12º                        |
| 6     | Suécia           | Vencedor do Grupo F                  | 27 de outubro de 2020   | 11º                 | 2017            | Campeã (1984)                                           | 2º                         |
| 7     | França           | Vencedor do Grupo G                  | 27 de novembro de 2020  | 7º                  | 2017            | Quartas de finais (2009, 2013, 2017)                    | 5º                         |
| 8     | Bélgica          | Vencedor do Grupo H                  | 1 de dezembro de 2020   | 2º                  | 2017            | Fase de grupos (2017)                                   | 19º                        |
| 9     | Islândia         | Vice-campeã do Grupo F               | 1 de dezembro de 2020   | 4º                  | 2017            | Quartas de finais (2013)                                | 16º                        |
| 10    | Espanha          | Vencedor do Grupo D                  | 18 de fevereiro de 2021 | 4º                  | 2017            | Semi-finais (1997)                                      | 10º                        |
| 11    | Finlândia        | Vencedor do Grupo E                  | 19 de fevereiro de 2021 | 4º                  | 2013            | Semi-finais (2005)                                      | 25º                        |
| 12    | Áustria          | Vice-campeã do Grupo G               | 23 de fevereiro de 2021 | 2º                  | 2017            | Semi-finais (2017)                                      | 21º                        |
| 13    | Itália           | Vice-campeã do Grupo B               | 24 de fevereiro de 2021 | 12º                 | 2017            | Vice-campeã (1993, 1997)                                | 14º                        |
| 14    | Suíça            | Vencedora do play-off qualificatório | 13 de abril de 2021     | 2º                  | 2017            | Fase de grupos (2017)                                   | 20º                        |
| 15    | Irlanda do Norte | Vencedora do play-off qualificatório | 13 de abril de 2021     | 1º                  | Estreante       | -                                                       | 48º                        |
| 16    | Portugal         | Perdedora do play-off qualificatório | 2 de maio de 2022       | 2º                  | 2017            | Fase de grupos (2017)                                   | 29º                        |

### Seleções desqualificados
| Equipe | Data da desqualificação | Motivos                                                                    | Ref.   |
| ------ | ----------------------- | -------------------------------------------------------------------------- | ------ |
| Rússia | 28 de fevereiro de 2022 | Sanção da UEFA e da FIFA por conta da Invasão da Ucrânia pelo país em 2022 | [ 18 ] |

### Sorteio final
O sorteio final dos grupos ocorreu na cidade de Manchester, na Inglaterra, em 28 de outubro de 2021 às 18:00 CEST.
O sorteio original ocorreria em 6 de novembro de 2020, sendo adiado por conta da Pandemia de COVID-19.
As 16 equipes foram divididas em 4 grupos com 4 equipes. A anfitriã está assegurada na posição A1 no sorteio, enquanto as demais equipes foram separadas de acordo com o seu coeficiente segundo o ranking final e o estágio de qualificação, calculado na seguinte forma.
- A classificação final na UEFA Euro Feminina de  2017 e na eliminatórias (20%)
- A classificação final na Copa do Mundo Feminina da FIFA de 2019 e eliminatórias (40%)
- Eliminatórias da UEFA Euro Feminina de 2022 (apenas fase de grupos, excluindo play-offs) (40%)

| Equipe           | Coef.  | Rank |
| ---------------- | ------ | ---- |
| Inglaterra A     | 41,443 | 3    |
| Países Baixos DT | 43,961 | 1    |
| Alemanha         | 41,924 | 2    |
| França           | 40,898 | 4    |

| Equipe  | Coef.  | Rank |
| ------- | ------ | ---- |
| Suécia  | 39,714 | 5    |
| Espanha | 38,913 | 6    |
| Noruega | 38,758 | 7    |
| Itália  | 36,399 | 8    |

| Equipe    | Coef.  | Rank |
| --------- | ------ | ---- |
| Dinamarca | 35,265 | 9    |
| Bélgica   | 34,951 | 10   |
| Suíça     | 33,693 | 11   |
| Áustria   | 33,693 | 12   |

| Equipe           | Coef.  | Rank |
| ---------------- | ------ | ---- |
| Islândia         | 33,458 | 13   |
| Rússia           | 30,117 | 15   |
| Finlândia        | 29,765 | 16   |
| Irlanda do Norte | 19,526 | 27   |

Notas
- A Anfitriã (atribuídos à posição A1 no sorteio)
- DT Detentora do título

## Locais
Os estádios Meadow Lane em Nottingham e London Road em Peterborough foram inicialmente incluídos na lista quando Football Association apresentou a candidatura para sediar o torneio. Estes foram alterados com o City Ground em Nottingham e St Mary's em Southampton devido aos requisitos da UEFA. O City Ground foi substituído pelo Leigh Sports Village quando a lista final de estádios foi confirmada em agosto de 2019. Em 23 de fevereiro de 2020, o estádio Old Trafford em Manchester foi confirmado como o local da partida de abertura com a Inglaterra. O Estádio de Wembley sediará a final.
| Londres            | Londres                                                                               | Manchester                                                                            | Manchester                                                                            |
| ------------------ | ------------------------------------------------------------------------------------- | ------------------------------------------------------------------------------------- | ------------------------------------------------------------------------------------- |
| Wembley            | Brentford Community Stadium                                                           | Old Trafford                                                                          | Manchester City Academy Stadium                                                       |
| Capacidade: 90 000 | Capacidade: 17 250                                                                    | Capacidade: 74 879                                                                    | Capacidade: 7 000                                                                     |
|                    |                                                                                       |                                                                                       |                                                                                       |
| Sheffield          | London Manchester Sheffield Southampton Brighton e Hove Milton Keynes Rotherham Leigh | London Manchester Sheffield Southampton Brighton e Hove Milton Keynes Rotherham Leigh | London Manchester Sheffield Southampton Brighton e Hove Milton Keynes Rotherham Leigh |
| Bramall Lane       | London Manchester Sheffield Southampton Brighton e Hove Milton Keynes Rotherham Leigh | London Manchester Sheffield Southampton Brighton e Hove Milton Keynes Rotherham Leigh | London Manchester Sheffield Southampton Brighton e Hove Milton Keynes Rotherham Leigh |
| Capacidade: 32 702 | London Manchester Sheffield Southampton Brighton e Hove Milton Keynes Rotherham Leigh | London Manchester Sheffield Southampton Brighton e Hove Milton Keynes Rotherham Leigh | London Manchester Sheffield Southampton Brighton e Hove Milton Keynes Rotherham Leigh |
|                    | London Manchester Sheffield Southampton Brighton e Hove Milton Keynes Rotherham Leigh | London Manchester Sheffield Southampton Brighton e Hove Milton Keynes Rotherham Leigh | London Manchester Sheffield Southampton Brighton e Hove Milton Keynes Rotherham Leigh |
| Southampton        | London Manchester Sheffield Southampton Brighton e Hove Milton Keynes Rotherham Leigh | London Manchester Sheffield Southampton Brighton e Hove Milton Keynes Rotherham Leigh | London Manchester Sheffield Southampton Brighton e Hove Milton Keynes Rotherham Leigh |
| St Mary's Stadium  | London Manchester Sheffield Southampton Brighton e Hove Milton Keynes Rotherham Leigh | London Manchester Sheffield Southampton Brighton e Hove Milton Keynes Rotherham Leigh | London Manchester Sheffield Southampton Brighton e Hove Milton Keynes Rotherham Leigh |
| Capacidade: 32 505 | London Manchester Sheffield Southampton Brighton e Hove Milton Keynes Rotherham Leigh | London Manchester Sheffield Southampton Brighton e Hove Milton Keynes Rotherham Leigh | London Manchester Sheffield Southampton Brighton e Hove Milton Keynes Rotherham Leigh |
|                    | London Manchester Sheffield Southampton Brighton e Hove Milton Keynes Rotherham Leigh | London Manchester Sheffield Southampton Brighton e Hove Milton Keynes Rotherham Leigh | London Manchester Sheffield Southampton Brighton e Hove Milton Keynes Rotherham Leigh |
| Brighton e Hove    | Milton Keynes                                                                         | Rotherham                                                                             | Leigh                                                                                 |
| Falmer Stadium     | Stadium MK                                                                            | New York Stadium                                                                      | Leigh Sports Village                                                                  |
| Capacidade: 31 800 | Capacidade: 30 500                                                                    | Capacidade: 12 021                                                                    | Capacidade: 12 000                                                                    |
|                    |                                                                                       |                                                                                       |                                                                                       |

## Convocações
Cada seleção tem que apresentar um elenco de 23 jogadores, sendo que três devem ser guarda redes. Se um jogador estiver gravemente ferido ou doente o suficiente para impedir sua participação no torneio antes da primeira partida de seu time, ele pode ser substituído por outro jogador.

## Fase de grupos
O calendário provisório de jogos foi confirmado pelo Comité Executivo da UEFA durante a sua reunião em Nyon, na Suíça, em 4 de Dezembro de 2019.
Os primeiros e segundos colocados dos grupos avançam para as quartas de final.
Critérios de desempate
Na fase de grupos, as equipes são classificadas por pontos (3 pontos por vitória, 1 ponto por empate, 0 pontos por derrota) e, em caso de empate em pontos, são aplicados os seguintes critérios de desempate, na ordem dada, para determinar as classificações (artigos 18.01 e 18.02 do Regulamento): 
1. Pontos em confrontos diretos entre equipes empatadas;
2. Diferença de gols em confrontos diretos entre equipes empatadas;
3. Gols marcados em confrontos diretos entre equipes empatadas;
4. Se mais de duas equipes estiverem empatadas, e após aplicar todos os critérios de confronto direto acima, um subconjunto de equipes ainda estiver empatado, todos os critérios de confronto direto acima serão reaplicados exclusivamente a esse subconjunto de equipes;
5. Saldo de gols em todos os jogos do grupo;
6. Gols marcados em todos os jogos do grupo;
7. Pênaltis se apenas duas equipes tiverem o mesmo número de pontos, e se enfrentarem na última rodada do grupo e estiverem empatadas após aplicar todos os critérios acima (não usado se mais de duas equipes tiverem o mesmo número de pontos, ou se suas classificações não são relevantes para a classificação para a próxima etapa);
8. Disciplinares (cartão vermelho = 3 pontos, cartão amarelo = 1 ponto, expulsão por dois cartões amarelos em uma partida = 3 pontos);
9. Classificação do coeficiente da UEFA para o sorteio final.

Todos os horários são locais (UTC+1).

### Grupo A
| Pos | Equipes          | Pts | J | V | E | D | GP | GC | SG  |
| --- | ---------------- | --- | - | - | - | - | -- | -- | --- |
| 1   | Inglaterra       | 9   | 3 | 3 | 0 | 0 | 14 | 0  | +14 |
| 2   | Áustria          | 6   | 3 | 2 | 0 | 1 | 3  | 1  | +2  |
| 3   | Noruega          | 3   | 3 | 1 | 0 | 2 | 4  | 10 | -6  |
| 4   | Irlanda do Norte | 0   | 3 | 0 | 0 | 3 | 1  | 11 | -10 |

Rodada 1
| 6 de julho | Inglaterra    | 1 – 0 | Áustria | Old Trafford, Manchester         |
| 20:00      | Beth Mead 16' | UEFA  |         | Árbitro: ESP Marta Huerta De Aza |

| 7 de julho | Noruega                                                        | 4 – 1 | Irlanda do Norte | St Mary's Stadium, Southampton |
| 20:00      | Blakstad 10' · Maanum 13' · Hansen 31' (pen) · Guro Reiten 54' | UEFA  | Nelson 49'       | Árbitro: FIN Lina Lehtovaara   |

Rodada 2
| 11 de julho | Áustria                         | 2 – 0 | Irlanda do Norte | St Mary's Stadium, Southampton       |
| 17:00       | Schiechtl 19' · Naschenweng 88' | UEFA  |                  | Árbitro: VEN Emikar Calderas Barrera |

| 11 de julho | Inglaterra                                                                          | 8 – 0 | Noruega | Falmer Stadium, Brighton e Hove |
| 20:00       | Stanway 12' (pen) · Hemp 15' · White 29', 41' · Beth Mead 34', 38', 80' · Russo 66' | UEFA  |         | Árbitro: ALE Riem Hussein       |

Rodada 3
| 15 de julho | Irlanda do Norte | 0 – 5 | Inglaterra                                               | St Mary's Stadium, Southampton |
| 20:00       |                  | UEFA  | Kirby 41' · Beth Mead 45' · Russo 48', 53' · Burrows 76' | Árbitro: SUI Esther Staubli    |

| 15 de julho | Áustria   | 1 – 0 | Noruega | Falmer Stadium, Brighton e Hove |
| 20:00       | Billa 37' | UEFA  |         | Árbitro: UKR Kateryna Monzul    |

### Grupo B
| Pos | Equipes   | Pts | J | V | E | D | GP | GC | SG |
| --- | --------- | --- | - | - | - | - | -- | -- | -- |
| 1   | Alemanha  | 9   | 3 | 3 | 0 | 0 | 9  | 0  | +9 |
| 2   | Espanha   | 6   | 3 | 2 | 0 | 1 | 5  | 3  | +2 |
| 3   | Dinamarca | 3   | 3 | 1 | 0 | 2 | 1  | 5  | -4 |
| 4   | Finlândia | 0   | 3 | 0 | 0 | 3 | 1  | 8  | -7 |

Rodada 1
| 8 de julho | Espanha                                                        | 4 – 1 | Finlândia     | Stadium MK, Milton Keynes    |
| 17:00      | Paredes 26' · Bonmatí 41' · García 75' · Caldentey 90+4' (pen) | UEFA  | Sällström 18' | Árbitro: UKR Kateryna Monzul |

| 8 de julho | Alemanha                                            | 4 – 0 | Dinamarca | Brentford Community Stadium, Brentford |
| 20:00      | Magull 21' · Schüller 57' · Lattwein 78' · Popp 86' | UEFA  |           | Árbitro: SUI Esther Staubli            |

Rodada 2
| 12 de julho | Dinamarca  | 1 – 0 | Finlândia | Stadium MK, Milton Keynes       |
| 17:00       | Harder 72' | UEFA  |           | Árbitro: ROM Iuliana Demetrescu |

| 12 de julho | Alemanha           | 2 – 0 | Espanha | Brentford Community Stadium, Brentford |
| 20:00       | Bülh 3' · Popp 36' | UEFA  |         | Árbitro: FRA Stéphanie Frappart        |

Rodada 3
| 16 de julho | Finlândia | 0 – 3 | Alemanha                               | Stadium MK, Milton Keynes            |
| 20:00       |           | UEFA  | Kleinherne 40' · Popp 48' · Anyomi 63' | Árbitro: VEN Emikar Calderas Barrera |

| 16 de julho | Dinamarca | 0 – 1 | Espanha     | Brentford Community Stadium, Brentford |
| 20:00       |           | UEFA  | Cardona 90' | Árbitro: ING Rebecca Welch             |

### Grupo C
| Pos | Equipes       | Pts | J | V | E | D | GP | GC | SG |
| --- | ------------- | --- | - | - | - | - | -- | -- | -- |
| 1   | Suécia        | 7   | 3 | 2 | 1 | 0 | 8  | 2  | +6 |
| 2   | Países Baixos | 7   | 3 | 2 | 1 | 0 | 8  | 4  | +4 |
| 3   | Suíça         | 1   | 3 | 0 | 1 | 2 | 4  | 8  | -4 |
| 4   | Portugal      | 1   | 3 | 0 | 1 | 2 | 4  | 10 | -6 |

Rodada 1
| 9 de julho | Portugal                            | 2 – 2 | Suíça             | Leigh Sports Village, Leigh |
| 17:00      | Diana Gomes 58' · Jéssica Silva 65' | UEFA  | Sow 2' · Kiwic 5' | Árbitro: CZE Jana Adámková  |

| 9 de julho | Países Baixos | 1 – 1 | Suécia        | Bramall Lane, Sheffield    |
| 20:00      | Roord 52'     | UEFA  | Andersson 36' | Árbitro: WAL Cheryl Foster |

Rodada 2
| 13 de julho | Suécia                   | 2 – 1 | Suíça        | Bramall Lane, Sheffield          |
| 17:00       | Rolfö 53' · Bennison 79' | UEFA  | Bachmann 55' | Árbitro: ESP Marta Huerta De Aza |

| 13 de julho | Países Baixos                                     | 3 – 2 | Portugal                                 | Leigh Sports Village, Leigh  |
| 20:00       | Egurrola 7' · Van der Gragt 16' · Van de Donk 62' | UEFA  | Carole Costa 38' (pen) · Diana Silva 47' | Árbitro: CRO Ivana Martinčić |

Rodada 3
| 17 de julho | Suíça        | 1 – 4 | Países Baixos                                       | Bramall Lane, Sheffield         |
| 17:00       | Reuteler 53' | UEFA  | Crnogorčević 49' · Leuchter 84', 90+5' · Pelova 89' | Árbitro: ROM Iuliana Demetrescu |

| 17 de julho | Suécia                                                                           | 5 – 0 | Portugal | Leigh Sports Village, Leigh     |
| 17:00       | Angeldahl 21', 45' · Carole Costa 45+7' · Asllani 54' (pen) · Blackstenius 90+1' | UEFA  |          | Árbitro: FRA Stéphanie Frappart |

### Grupo D
| Pos | Equipes  | Pts | J | V | E | D | GP | GC | SG |
| --- | -------- | --- | - | - | - | - | -- | -- | -- |
| 1   | França   | 7   | 3 | 2 | 1 | 0 | 8  | 3  | +5 |
| 2   | Bélgica  | 4   | 3 | 1 | 1 | 1 | 3  | 3  | 0  |
| 3   | Islândia | 3   | 3 | 0 | 3 | 0 | 3  | 3  | 0  |
| 4   | Itália   | 1   | 3 | 0 | 1 | 2 | 2  | 7  | -5 |

Rodada 1
| 10 de julho | Bélgica                 | 1 – 1 | Islândia            | Academy Stadium, Manchester |
| 17:00       | Vanhaevermaet 67' (pen) | UEFA  | Thorvaldsdóttir 50' | Árbitro: SWE Tess Olofsson  |

| 10 de julho | França                                           | 5 – 1 | Itália       | New York Stadium, Rotherham |
| 20:00       | Geyoro 9', 40', 45' · Katoto 12' · Cascarino 38' | UEFA  | Piemonte 76' | Árbitro: ING Rebecca Welch  |

Rodada 2
| 14 de julho | Itália          | 1 – 1 | Islândia           | Academy Stadium, Manchester  |
| 17:00       | Bergamaschi 62' | UEFA  | Vilhjálmsdóttir 8' | Árbitro: FIN Lina Lehtovaara |

| 14 de julho | França               | 2 – 1 | Bélgica    | New York Stadium, Rotherham |
| 20:00       | Diani 6' · Bathy 41' | UEFA  | Cayman 36' | Árbitro: WAL Cheryl Foster  |

Rodada 3
| 18 de julho | Islândia                    | 1 – 1 | França    | New York Stadium, Rotherham |
| 20:00       | Brynjarsdóttir 90+12' (pen) | UEFA  | Malard 1' | Árbitro: CZE Jana Adámková  |

| 18 de julho | Itália | 0 – 1 | Bélgica       | Academy Stadium, Manchester  |
| 20:00       |        | UEFA  | De Caigny 49' | Árbitro: CRO Ivana Martinčić |

## Fase final
Na fase final, em caso de empate, haverá prorrogação e se necessário, disputa por pênaltis.

### Esquema
|  | Quartas de finais                         | Quartas de finais        |                            |   | Semifinais | Semifinais |  |  | Final | Final |
|  |                                           |                          |                            |   |            |            |  |  |       |       |
|  | 20 de julho — Falmer Stadium              |                          |                            |   |            |            |  |  |       |       |
|  |                                           |                          |                            |   |            |            |  |  |       |       |
|  | Inglaterra (pro)                          | 2                        |                            |   |            |            |  |  |       |       |
|  | Inglaterra (pro)                          | 2                        | 26 de julho — Bramall Lane |   |            |            |  |  |       |       |
|  | Espanha                                   | 1                        |                            |   |            |            |  |  |       |       |
|  | Espanha                                   | 1                        | Inglaterra                 | 4 |            |            |  |  |       |       |
|  | 22 de julho — Leigh Sports Village        |                          | Inglaterra                 | 4 |            |            |  |  |       |       |
|  |                                           | Suécia                   | 0                          |   |            |            |  |  |       |       |
|  | Suécia                                    | Suécia                   | 0                          | 1 |            |            |  |  |       |       |
|  | Suécia                                    |                          | 31 de julho – Wembley      | 1 |            |            |  |  |       |       |
|  | Bélgica                                   | 0                        |                            |   |            |            |  |  |       |       |
|  | Bélgica                                   | 0                        | Inglaterra (pro)           | 2 |            |            |  |  |       |       |
|  | 21 de julho — Brentford Community Stadium |                          | Inglaterra (pro)           | 2 |            |            |  |  |       |       |
|  |                                           | Alemanha                 | 1                          |   |            |            |  |  |       |       |
|  | Alemanha                                  | Alemanha                 | 1                          | 2 |            |            |  |  |       |       |
|  | Alemanha                                  | 27 de julho — Stadium MK |                            | 2 |            |            |  |  |       |       |
|  | Áustria                                   | 0                        |                            |   |            |            |  |  |       |       |
|  | Áustria                                   | 0                        | Alemanha                   | 2 |            |            |  |  |       |       |
|  | 23 de julho — New York Stadium            |                          | Alemanha                   | 2 |            |            |  |  |       |       |
|  |                                           | França                   | 1                          |   |            |            |  |  |       |       |
|  | França (pro)                              | França                   | 1                          | 1 |            |            |  |  |       |       |
|  | França (pro)                              |                          |                            | 1 |            |            |  |  |       |       |
|  | Países Baixos                             | 0                        |                            |   |            |            |  |  |       |       |
|  | Países Baixos                             | 0                        |                            |   |            |            |  |  |       |       |

### Quartas de final
| 20 de julho | Inglaterra              | 2 – 1 (pro) | Espanha      | Falmer Stadium, Brighton & Hove |
| 20:00       | Toone 84' · Stanway 96' | UEFA        | González 54' | Árbitro: FRA Stéphanie Frappart |

| 21 de julho | Alemanha              | 2 – 0 | Áustria | Brentford Community Stadium, Brentford |
| 20:00       | Magull 25' · Popp 90' | UEFA  |         | Árbitro: ING Rebecca Welch             |

| 22 de julho | Suécia         | 1 – 0 | Bélgica | Leigh Sports Village, Leigh  |
| 20:00       | Sembrant 90+2' | UEFA  |         | Árbitro: UKR Kateryna Monzul |

| 23 de julho | França              | 1 – 0 (pro) | Países Baixos | New York Stadium, Rotherham  |
| 20:00       | Périsset 102' (pen) | UEFA        |               | Árbitro: CRO Ivana Martinčić |

### Semifinais
| 26 de julho | Inglaterra                                         | 4 – 0 | Suécia | Bramall Lane, Sheffield     |
| 20:00       | Beth Mead 34' · Bronze 48' · Russo 68' · Kirby 77' | UEFA  |        | Árbitro: SUI Esther Staubli |

| 27 de julho | Alemanha      | 2 – 1 | França     | Stadium MK, Milton Keynes  |
| 20:00       | Popp 40', 75' | UEFA  | Frohms 44' | Árbitro: WAL Cheryl Foster |

### Final
| 31 de julho | Inglaterra             | 2 – 1 (pro) | Alemanha   | Estádio de Wembley, Londres  |
| 17:00       | Toone 62' · Kelly 110' | UEFA        | Magull 79' | Árbitro: UKR Kateryna Monzul |

| G              | 1  | Mary Earps       |      |      |
| LD             | 2  | Lucy Bronze      |      |      |
| Z              | 6  | Millie Bright    |      |      |
| Z              | 8  | Leah Williamson  |      |      |
| LE             | 3  | Rachel Daly      |      | 88'  |
| M              | 4  | Keira Walsh      |      |      |
| M              | 10 | Georgia Stanway  | 23'  | 88'  |
| M              | 7  | Beth Mead        |      | 63'  |
| M              | 14 | Fran Kirby       |      | 55'  |
| M              | 11 | Lauren Hemp      |      | 120' |
| A              | 9  | Ellen White      | 24'  | 55'  |
| Substitutos:   |    |                  |      |      |
| G              | 13 | Hannah Hampton   |      |      |
| G              | 21 | Ellie Roebuck    |      |      |
| LE             | 5  | Alex Greenwood   |      | 88'  |
| Z              | 12 | Jessica Carter   |      |      |
| LE             | 15 | Demi Stokes      |      |      |
| Z              | 22 | Lotte Wubben-Moy |      |      |
| M              | 16 | Jill Scott       |      | 88'  |
| M              | 20 | Ella Toone       |      | 55'  |
| M              | 23 | Alessia Russo    | 100' | 55'  |
| M              | 17 | Nikita Parris    |      | 120' |
| A              | 18 | Chloe Kelly      | 111' | 63'  |
| A              | 19 | Bethany England  |      |      |
| Treinadora:    |    |                  |      |      |
| Sarina Wiegman |    |                  |      |      |

| G                        | 1  | Merle Frohms           |     |      |
| LD                       | 15 | Giulia Gwinn           |     |      |
| Z                        | 3  | Kathrin-Julia Hendrich |     |      |
| Z                        | 5  | Marina Hegering        |     | 103' |
| LE                       | 17 | Felicitas Rauch        | 40' | 113' |
| M                        | 20 | Lina Magull            |     | 91'  |
| M                        | 6  | Lena Oberdorf          | 57' |      |
| M                        | 13 | Sara Däbritz           |     | 73'  |
| A                        | 9  | Svenja Huth            |     |      |
| A                        | 7  | Lea Schüller           | 57' | 67'  |
| A                        | 22 | Jule Brand             |     | 46'  |
| Substitutos:             |    |                        |     |      |
| G                        | 12 | Almuth Schult          |     |      |
| G                        | 21 | Ann-Katrin Berger      |     |      |
| Z                        | 2  | Sophia Kleinherne      |     |      |
| M                        | 23 | Sara Doorsoun          |     | 103' |
| M                        | 16 | Linda Dallmann         |     | 91'  |
| M                        | 4  | Lena Lattwein          |     | 113' |
| M                        | 8  | Sydney Lohmann         |     | 73'  |
| A                        | 10 | Laura Freigang         |     |      |
| A                        | 14 | Nicole Anyomi          |     | 67'  |
| A                        | 18 | Tabea Wassmuth         |     | 46'  |
| Treinadora:              |    |                        |     |      |
| Martina Voss-Tecklenburg |    |                        |     |      |

| Árbitras assistentes UKR Maryna Striletska POL Paulina Baranowska Quarto Árbitra FRA Stéphanie Frappart Árbitros assistentes de vídeo ITA Paolo Valeri ITA Maurizio Mariani NED Pol van Boekel |

## Premiação
| Campeonato Europeu de Futebol Feminino de 2022 |
| Inglaterra                                     |
| ---------------------------------------------- |
| Inglaterra Campeã (1º título)                  |

### Aumento da premiação
Em setembro de 2021, a UEFA anunciou que o prêmio em dinheiro para a UEFA Euro Feminina de 2022 será de € 16 milhões, o dobro do valor edição de 2017.

## Estatísticas
Fonte:

### Artilharia
6 gols
- Alexandra Popp
- Beth Mead

4 gols
- Alessia Russo

3 gols
- Lina Magull
- Grace Geyoro

2 gols
- Ellen White
- Ella Toone
- Fran Kirby
- Georgia Stanway
- Romée Leuchter
- Filippa Angeldahl

1 gol
- Nicole Anyomi
- Klara Bühl
- Sophia Kleinherne
- Lena Lattwein
- Lea Schüller
- Nicole Billa
- Katharina Naschenweng
- Katharina Schiechtl
- Janice Cayman
- Tine De Caigny
- Justine Vanhaevermaet
- Pernille Harder
- Aitana Bonmatí
- Mariona Caldentey
- Marta Cardona
- Lucía García
- Esther González
- Irene Paredes
- Linda Sällström
- Delphine Cascarino
- Périsset
- Kadidiatou Diani
- Marie-Antoinette Katoto
- Melvine Malard
- Griedge Mbock Bathy
- Chloe Kelly
- Lucy Bronze
- Lauren Hemp
- Julie Nelson
- Dagný Brynjarsdóttir
- Berglind Björg Þorvaldsdóttir
- Karólína Lea Vilhjálmsdóttir
- Valentina Bergamaschi
- Martina Piemonte
- Julie Blakstad
- Caroline Graham Hansen
- Frida Maanum
- Guro Reiten
- Daniëlle van de Donk
- Damaris Egurrola
- Stefanie van der Gragt
- Victoria Pelova
- Jill Roord
- Carole Costa
- Diana Gomes
- Diana Silva
- Jéssica Silva
- Jonna Andersson
- Kosovare Asllani
- Hanna Bennison
- Stina Blackstenius
- Fridolina Rolfö
- Linda Sembrant
- Ramona Bachmann
- Rahel Kiwic
- Géraldine Reuteler
- Coumba Sow

Gols-contra
- Merle Frohms (para a França)
- Kelsie Burrows (para a Inglaterra)
- Carole Costa (para a Suécia)
- Ana-Maria Crnogorčević (para os Países Baixos)

### Hat-tricks
| Jogador      | Seleção    | Placar | Adversário | Data        | Ref.   |
| ------------ | ---------- | ------ | ---------- | ----------- | ------ |
| Grace Geyoro | França     | 5-1    | Itália     | 10 de julho | [ 30 ] |
| Beth Mead    | Inglaterra | 8-0    | Noruega    | 11 de julho | [ 31 ] |

## Classificação final
A classificação final é determinada através da fase em que a seleção alcançou e a sua pontuação, levando em conta os critérios de desempate e os resultados dos jogos. Para estatísticas, partidas decididas na prorrogação são contadas como vitória ou derrota e partidas decididas em disputa por pênaltis são contadas como empate.
| Pos                              | Equipes          | Pts | J | V | E | D | GP | GC | SG  |
| -------------------------------- | ---------------- | --- | - | - | - | - | -- | -- | --- |
| 1                                | Inglaterra       | 18  | 6 | 6 | 0 | 0 | 22 | 2  | +20 |
| 2                                | Alemanha         | 15  | 6 | 5 | 0 | 1 | 14 | 3  | +11 |
| Eliminadas nas semifinais        |                  |     |   |   |   |   |    |    |     |
| 3                                | França           | 10  | 5 | 3 | 1 | 1 | 10 | 5  | +5  |
| 4                                | Suécia           | 10  | 5 | 3 | 1 | 1 | 9  | 6  | +3  |
| Eliminadas nas quartas de finais |                  |     |   |   |   |   |    |    |     |
| 5                                | Países Baixos    | 7   | 4 | 2 | 1 | 1 | 8  | 5  | +3  |
| 6                                | Espanha          | 6   | 4 | 2 | 0 | 2 | 6  | 5  | +1  |
| 7                                | Áustria          | 6   | 4 | 2 | 0 | 2 | 3  | 3  | 0   |
| 8                                | Bélgica          | 4   | 4 | 1 | 1 | 2 | 3  | 4  | -1  |
| Eliminadas na fase de grupos     |                  |     |   |   |   |   |    |    |     |
| 9                                | Islândia         | 3   | 3 | 0 | 3 | 0 | 3  | 3  | 0   |
| 10                               | Dinamarca        | 3   | 3 | 1 | 0 | 2 | 1  | 5  | -4  |
| 11                               | Noruega          | 3   | 3 | 1 | 0 | 2 | 4  | 10 | -6  |
| 12                               | Suíça            | 1   | 3 | 0 | 1 | 2 | 4  | 8  | -4  |
| 13                               | Itália           | 1   | 3 | 0 | 1 | 2 | 2  | 7  | -5  |
| 14                               | Portugal         | 1   | 3 | 0 | 1 | 2 | 4  | 10 | -6  |
| 15                               | Finlândia        | 0   | 3 | 0 | 0 | 3 | 1  | 8  | -7  |
| 16                               | Irlanda do Norte | 0   | 3 | 0 | 0 | 3 | 1  | 11 | -10 |

## Transmissão
Em Portugal, os jogos foram transmitidos pela RTP e pelo Canal 11.
No Brasil, os direitos pertenceram a The Walt Disney, que transmitiu os jogos através da ESPN e do Star+.